# Ossinitrato di bismuto

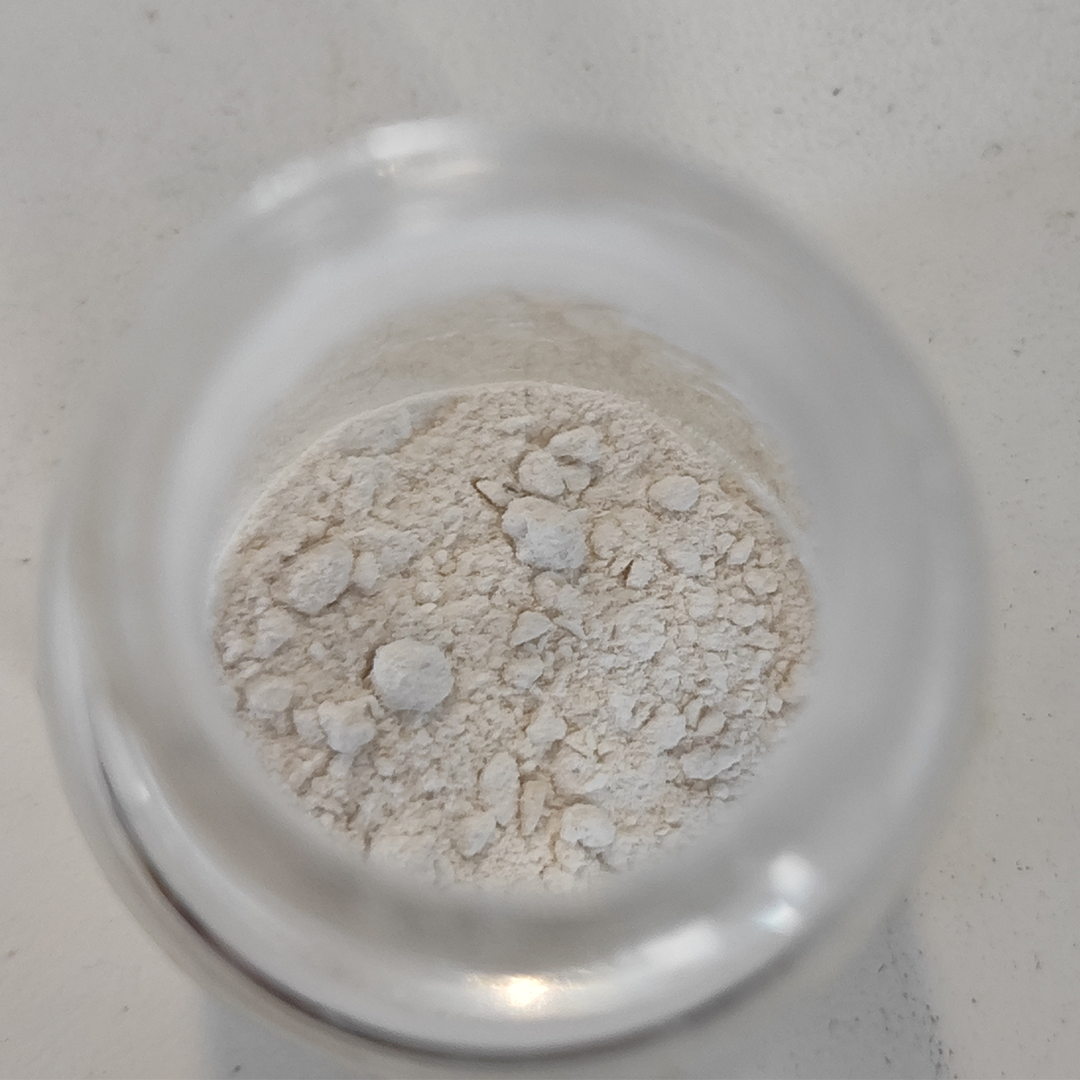

Bismuto ossinitrato è il nome usato per un largo numero di composti contenenti gli ioni Bi3+, nitrato e ossido di bismuto che possono essere considerati come composti da Bi2O3, N2O5 e H2O. Altri nomi con cui è conosciuto sono subnitrato di bismuto, nitrato basico di bismuto e nitrato di bismutile. In vecchi testi di chimica i diversi composti sono tutti identificati con la formula BiONO3. Il Bismuto ossinitrato era anche conosciuto come magistero di bismuto, ed è stato usato come pigmento, mentre trova ancora impiego talvolta in cosmetica, in farmacia e come blando disinfettante per uso interno ed esterno.
Commercialmente è venduto come Bi5O(OH)9(NO3)4 (CAS 1304-85-4) o come BiONO3·H2O (CAS 13595-83-0). Alcuni composti sono stati completamente caratterizzati con studi in cristallo singolo ed è stato dimostrato contengano lo ione [Bi6Ox(OH)8-x](10-x)+ di forma cristallina ottaedrica. Esiste la prova indiretta che il catione ottaedrico Bi6O4(OH)46+ o il catione ottaedrico Bi6(OH)126+ siano presenti in soluzioni acquose a seguito della polimerizzazione di Bi(H2O)83+, e che lo ione Bi3+ sia presente in soluzioni acide. Lo ione Bi6O4(OH)46+ è stato trovato nel composto Bi6O4(OH)4ClO4·7H2O ed è isoelettronico con il cluster Sn6O4(OH)4 che si trova nell'idrato dell'ossido di Stagno(II), 3SnO·H2O.
Altri composti che contengono lo ione sono:
Bi6O4(HO)4(NO3)6·H2O (equivalente al BiONO3·0.5 H2O; Bi2O3.N2O5.H2O )
Bi6O4(OH)4(NO3)6.4H2O(equivalente al BiONO3·H2O; Bi2O3.N2O5.6H2O )
[Bi6O4.5(OH)3.5]2(NO3)11 che contiene due diversi cationi, [Bi6O4(OH)4]6+ e [Bi6O5(OH)3]5+
Il composto Bi6O5(OH)3(NO3)5.3H2O (equivalente a 6Bi2O3.5N2O5.9H2O) contiene anch'esso le unità ottaedriche ma questa volta si uniscono per formare {[Bi6O5(OH)3]5+}2.
Inoltre alcuni ossinitrati possiedono strutture a strati sovrapposti (caratteristica presente anche negli ossialogenuri del bismuto(III):
Bi2O2(OH)NO3 (equivalente al BiONO3·0.5 H2O) presenta strati di "[Bi2O2]2+
Bi5O7NO3 il quale è isostrutturale con β–Bi5O7I

## Struttura a cluster dei cationi
Lo ione esacoordinato dispone di 6 ioni Bi3+ agli angoli di un ottaedro. Non vi è alcun legame covalente tra atomi di Bi, e sono tenuti in posizione in modo da fare da ponte tra anioni O2- e OH-, uno al centro di ciascuna delle otto facce triangolari, pontando tre ioni Bi. Gli ioni Bi sono essenzialmente tetracoordinati e sono al vertice di una piramide quadrata piatta. Uno studio teorico "ab initio" del meccanismo di idratazione di Bi3+ e della sua struttura porta alla conclusione che i lone pair sugli ioni Bi3+ sono stereochimicamente attivi.

## Preparazione degli ossinitrati di bismuto
Gli ossinitrati di bismuto possono essere preparati dal nitrato di bismuto (III). Per esempio si può effettuare tramite idrolisi di una soluzione di nitrato di bismuto attraverso l'aggiunta di basi o per reazione del pentaidrato, BiNO3 · 5H2O, con KOH, o per decomposizione termica controllata del pentaidrato.
La decomposizione termica di nitrati di bismuto pentaidrato procede attraverso le seguenti fasi:
Ad un pH minore di 1, Bi6O4(OH)4(NO3)6 . 4H2O (BiNO3 . H2O) è il primo prodotto solido, che durante il riscaldamento va a dare Bi6H2O(NO3)O4(OH)4 (BiNO3 . 0.5 H2O).
Tra valori di pH cpmpresi tra 1,2 e 1,8, si verifica un'ulteriore idrolisi ed è formato Bi6O5(OH)3(NO3)5 . 3H2O.
Il prodotto finale di disidratazione termica è ritenuto essere Bi5O7NO3, che è isostrutturale con il β-Bi5O7I e ha una struttura a strati. La fase finale della decomposizione termica degli ossinitrati è l'ossido di bismuto (III), Bi2O3.